# 도요히라정 (히로시마현)
도요히라정(일본어: 豊平町)은 일본 히로시마현 야마가타군에 있던 정이다.

## 역사
- 1889년 4월 1일 - 시정촌제 시행에 의해 쓰타니촌, 하라촌, 요시사카촌이 성립하였다.
- 1956년 3월 31일 - 쓰타니촌, 하라촌, 요시사카촌이 합병해 도요히라정이 성립하였다.
- 2005년 2월 1일 - 오아사정·게이호쿠정·지요다정과 합병해 기타히로시마정이 성립하여, 동일 도요히라정은 폐지되었다

## 교통

### 철도
철도 노선은 존재하지 않는다. 가장 가까운 역은 가베선 가베역.

### 도로
- 국도 제433호선 (일본)(일본어판)
- 국도 제434호선 (일본)(일본어판)